# Monument à la République
Monument à la République (tj. památník Republice, také známý jako Statue de la République (Socha Republiky) je monumentální socha Léopolda Moriceho, která představuje alegorii republiky. Byla slavnostně odhalena v roce 1883 na náměstí Place de la République v Paříži.

## Popis památky
Památník stojí uprostřed Place de la République, přesně na trojmezí 3., 10. a 11. obvodu, zhruba v prodloužení Rue du Temple (na jihozápad) a Rue du Faubourg-du-Temple (na severovýchod).
Dílo tvoří bronzová alegorie Republiky vysoká 9,5 m, vztyčená na kruhovém kamenném podstavci vysokém 15,5 m a průměru asi 13 m. Na podstavci jsou tři kamenné sochy, alegorie Svobody, Rovnosti a Bratrství. Pod těmito sochami je po obvodu podstavce soubor dvanácti bronzových reliéfů, které představují klíčová data Francouzské republiky. Bronzová socha lva symbolizující všeobecné volební právo je umístěna u paty sochy.
Na úrovni terénu je památník obklopen válcovou nádrží, přibližně 1 m širokou, přidanou v roce 2013.
Vrchol podstavce zaujímá bronzová socha, vysoká 9,5 m, symbolizující republiku neboli Marianne. Je znázorněna stojící, oblečená v tóze s opaskem, na kterém je připevněn meč. Má na sobě frygickou čapku a květinový věnec.
V pravé ruce drží socha olivovou ratolest, symbol míru, její levá ruka spočívá na desce s nápisem Lidská práva.
Všechny bronzové odlitky vyrobila umělecká slévárna Thiébaut Frères v roce 1883.
Kamenný podstavec, na kterém socha spočívá, je vysoký 15,5 m. Navrhl jej architekt Françoise-Charlese Morice, Léopoldův bratr. Skládá se ze dvou odlišných válcových částí. Spodní část, asi 4 m vysoká je širší, horní část je užší, ale vyšší. Tento sloup, který slouží přímo jako podstavec, zdobí pod nohama sochy bronzová girlanda po obvodu, kamenný znak Paříže a nápis À la gloire de la République Française - La ville de Paris - 1883 (Ke slávě Francouzské republiky - město Paříž - 1883).
Sloup slouží i jako podstavec pro tři kamenné sochy, každá je alegorií slova hesla Liberté, égalité, fraternité.
- Liberté se nachází vlevo od République. V levé ruce nese pochodeň, zatímco pravá ruka spočívá na koleni a drží přetržený řetěz. V pozadí je do sloupu reliéfně vytesaný dub.
- Égalité sedí na pravici, drží v pravé ruce vlajku Republiky, na jejíž žerdi jsou iniciály RF, a v levé tesařský úhelník, symbol rovnosti.
- Fraternité je sousoší otočené zády k Republice. Bratrstvo představuje žena vrhající svůj shovívavý pohled na dvě putti čtoucí knihu, alegorie Poznání. Snop pšenice a kytice evokují hojnost.

Dva medailony označené Labor (práce) a Pax (mír) zdobené fasces se nacházejí mezi Liberté a Fraternité a mezi Fraternité a Égalité.
Kamenný podstavec je obklopen dvanácti bronzovými reliéfy, které vytvořil Léopold Morice. Jsou propojeny rozetami a umístěny ve výši očí pro kolemjdoucí. Tvoří chronologii událostí označujících historii Francouzské republiky mezi lety 1789 a 1880:
| Obraz | Datum                                | Událost                             |
| ----- | ------------------------------------ | ----------------------------------- |
|       | 20. června 1789                      | Přísaha v míčovně                   |
|       | 14. července 1789                    | Dobytí Bastily                      |
|       | 4. srpna 1789                        | Srpnové dekrety                     |
|       | 14. července 1790                    | Svátek Federace                     |
|       | 11. července 1792                    | Prohlášení "Vlast v ohrožení"       |
|       | 20. září 1792                        | Bitva u Valmy                       |
|       | 21. září 1792                        | Prohlášení o zrušení království     |
|       | 13. prairialu roku II 1. června 1794 | Bitva 13. prairialu roku II         |
|       | 29. července 1830                    | Červencová revoluce                 |
|       | 4. března 1848                       | Přijetí všeobecného volebního práva |
|       | 4. září 1870                         | Vyhlášení republiky                 |
|       | 14. července 1880                    | První státní svátek                 |

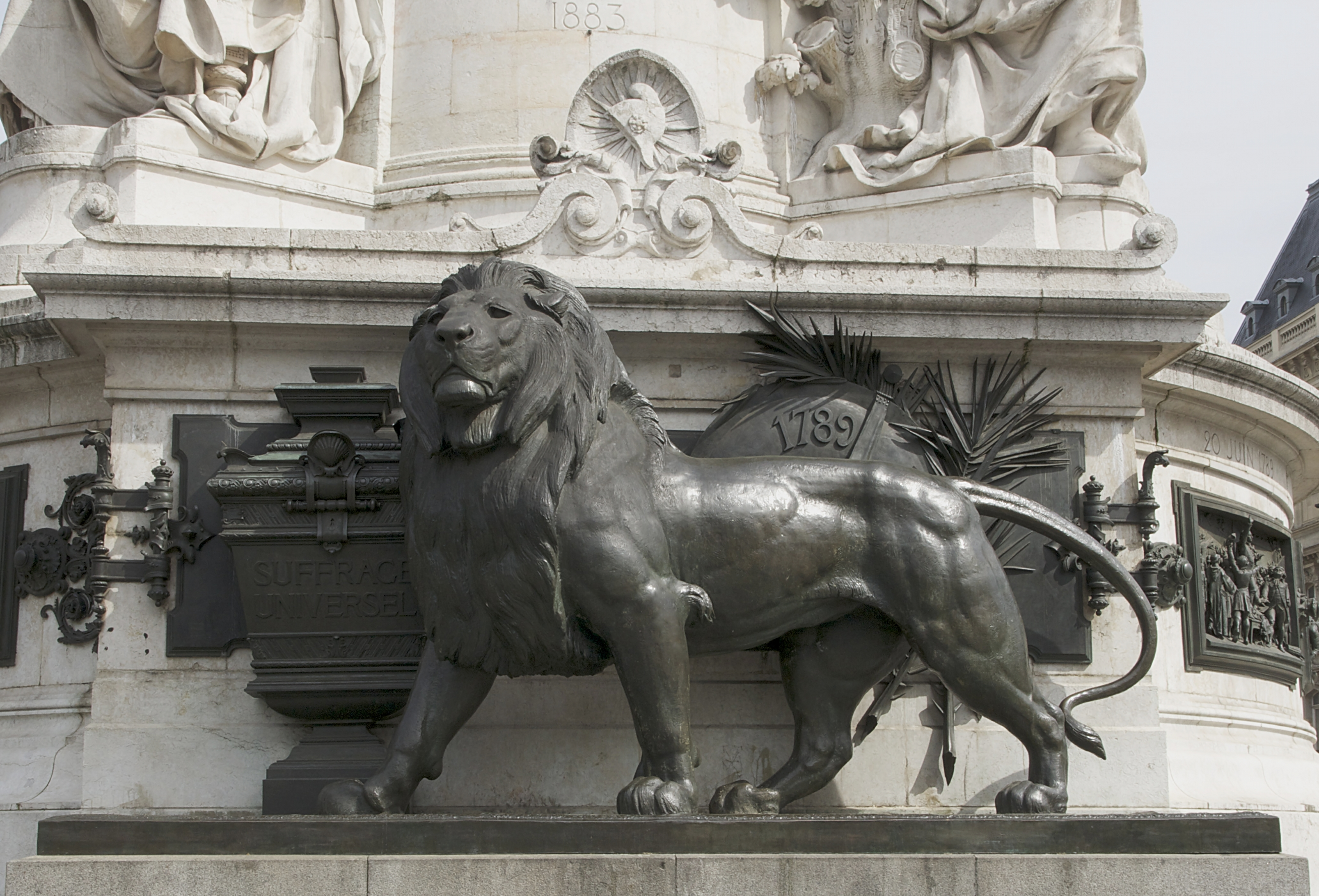
Lev

Bronzový lev na úrovni terénu hlídá všeobecné volební právo, které představuje bronzová volební urna.

## Historie

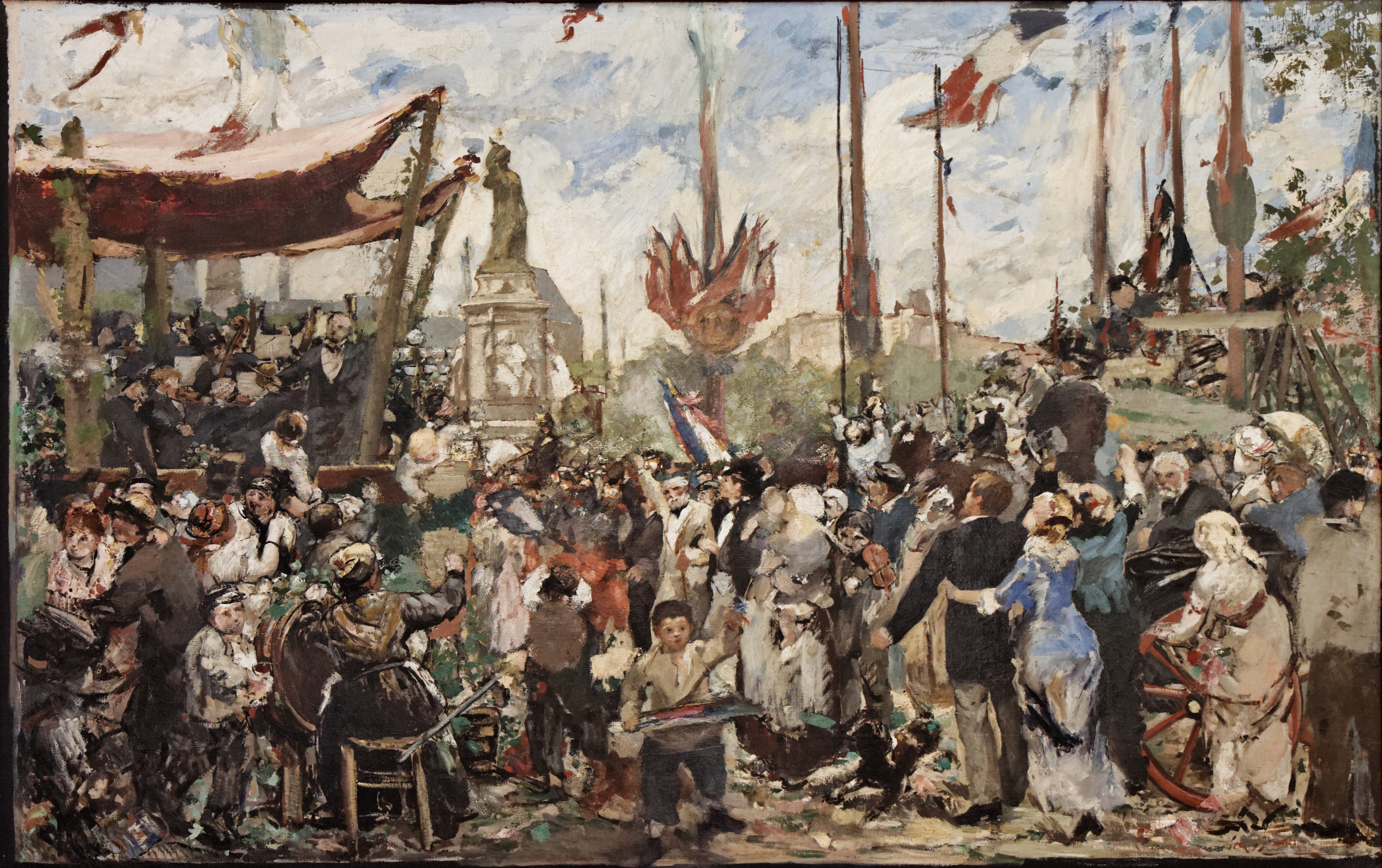
Alfred Roll, 14. červenec 1880, inaugurace Památníku republiky (1882), Paříž, Petit Palais

Před vznikem Place de la République zde stála bašta u Porte du Temple v rámci městských hradeb Karla V. Svou dnešní podobu získalo náměstí v průběhu 19. století, zvláště po urbanistických pracích barona Haussmanna za druhého císařství. V roce 1811 byl vyzdobeno fontánou Château d'eau, dílem Pierra-Simona Girarda, a získalo název Place du Château-d'Eau. Tato fontána byla v roce 1875 přesunuta do La Villette (dnešní Place de la Fontaine-aux-Lions) a nahrazena druhou fontánou Château d'eau, větší a zhotovenou Gabrielem Davioudem.
V roce 1878 navrhla pařížská městská rada postavit pomník Republice na východě Paříže. Objednávka byla podána v roce 1879. Několik let po Pařížské komuně byla správa města v podstatě v kompetenci prefekta departementu Seine jmenovaného francouzskou vládou. Pařížská rada se pokusila vyjádřit svou nezávislost tím, že objednala sochu Republiky s frygickou čapkou, navzdory oficiálnímu zákazu takové prezentace. Soutěž vyhráli bratři Moriceové, Léopold za sochu a Charles za podstavec. Projekt Julese Daloua, který se umístil na druhém místě, byl nicméně také realizován. Vznikl tak památník stojící dnes na Place de la Nation, Le Triomphe de la République, slavnostně odhalený v roce 1899 a odlitý uměleckou slévárnou Thiébaut Frères.
Socha Republiky nahradila fontánu Château d'eau, přemístěnou na Place Félix-Éboué. 14. července 1880 byl na náměstí slavnostně umístěn sádrový model pomníku. Finální bronzový pomník, rovněž odlitý slévárnou Thiébaut Frères, byl slavnostně odhalen o tři roky později, dne 14. července 1883.
V roce 1889, šest let po instalaci, bylo náměstí přejmenováno na Place de la République. Sochu obklopovaly původně čtyři velké stožáry na prapory vysoké 25 m s bronzovým podstavcem. Ty byly odstraněny v roce 1988, protože hrozilo jejich zřícení v případě silných bouří.
Po rekonstrukci náměstí v roce 2013 obklopuje základnu pomníku oválná nádrž.
Po teroristických útocích v lednu a listopadu 2015 v Paříži sloužil pomník jako památník, kde jsou umístěny různé vzpomínkové předměty. Socha, která byla během Nuit debout a demonstrace proti novému zákoníku práce pokrytá graffiti, byla uklizena a vyčištěna v srpnu 2016.
Dne 28. ledna 2021 byla celá památka zanesena mezi historické památky.